# Bataille d'Oliwa
Guerre polono-suédoise (1626-1629)
La bataille navale d'Oliwa a été livrée le 28 novembre 1627, durant la guerre suédo-polonaise (1620-1629), au large du port de Gdańsk (Dantzig à l'époque). Elle opposa une flotte polono-lituanienne à une escadre suédoise qui fut battue.
Les Suédois, qui disposaient d’une marine puissante, bloquaient les côtes polonaises et en particulier, le port de Gdańsk. Le 28 novembre, la flotte polonaise défia l'escadre qui bloquait le port. Les Suédois avaient une longue tradition navale, ce qui n'était pas du tout le cas de la Pologne, qui allait livrer son premier combat. Les Polonais disposaient de l'avantage numérique, mais les Suédois avaient des vaisseaux plus puissants.
Alors que les six vaisseaux de l'escadre suédoise voguaient en provenance de la péninsule de Hel, la flotte polonaise, commandée par l'amiral Arend Dickmann (en) sortit du port de Gdańsk où elle était ancrée et attaqua, prenant complètement au dépourvu ses adversaires qui ne s'attendaient nullement à une telle réaction.
Le Ritter Sankt Georg (« Chevalier de Saint-Georges »), navire amiral polonais, appuyé par le Meerweib attaqua le Tigern, navire amiral suédois de l'amiral Nils Stiernsköld (sv). Les deux bâtiments s'abordèrent et l’infanterie de marine polonaise s'empara du vaisseau suédois après une lutte féroce. Le petit galion Meermann s'attaqua quant à lui au Solen, pourtant beaucoup plus imposant et le défie, mais son capitaine préféra le faire sauter plutôt que de le rendre. Les quatre navires restant prirent alors la fuite et ne furent pas rattrapés.
Dickman et Stiernsköld périrent tous deux dans la bataille.

## Navires engagés
- Pologne
- 1re escadre
  - Ritter Sankt Georg (Rycerz Święty Jerzy) - galion, 31 canons, 400 tonneaux
  - Fliegender Hirsch (Latający Jeleń) - galion, 20 canons, 300 tonneaux
  - Meerweib (Panna Wodna) - pinka - 12 canons, 160 tonneaux
  - Schwarzer Rabe (Czarny Kruk) - flûte - 16 canons, 260 tonneaux
  - Gelber Löwe (Żółty Lew) - pinka - 10 canons, 120 tonneaux
- 2e escadre
  - Meermann (Wodnik) - galion, 17 canons, 200 tonneaux
  - König David (Król Dawid) - galion, 31 canons, 400 tonneaux, capitaine Jakub Mora
  - Arche Noah (Arka Noego) - 16 canons, 180 tonneaux
  - Weißer Löwe (Biały Lew) - 8 canons, 200 tonneaux
  - Feuerblase (Płomień)  - 18 canons, 240 tonneaux
- Suède
  - Tigern - galion, 22 canons, 320 tonneaux (pris)
  - Solen - galion, 38 canons, 300 tonneaux (coulé)
  - Pelikanen - galion, 20 canons, 200 tonneaux
  - Manem - galion, 26 canons, 300 tonneaux
  - Enhörningen - galion, 18 canons, 240 tonneaux
  - Papegojan - pinasse - 16 canons, 180 tonneaux